# Gareth Walters
Gareth Walters (Swansea, Gal·les del Sud, 27 de desembre, 1928 - Kingston, Surrey,  31 de maig, de 2012) va ser un compositor, professor i productor gal·lès.

## Biografia
Gareth Walters va completar la seva educació primerenca a la seva població natal. Quan era escolar va començar a compondre, i va rebre l'ànim del famós compositor, director d'orquestra i pianista britànic Benjamin Britten, que era un hoste freqüent a casa seva. Les visites del compositor estaven relacionades amb els seus preparatius per al primer enregistrament de A Ceremony of Carols, per al qual el pare de Walters, el director d'orquestra Irwyn Ranald Walters, havia suggerit un cor de nois local a Morriston.
El 1949 Gareth Walters va ingressar a la Royal Academy of Music de Londres, i després de tres anys va rebre una beca del Royal College of Music al Conservatori de París,  on va continuar els seus estudis amb Jean Rivier i Olivier Messiaen a principis de la dècada de 1950, heretant una elegància formal que va ser característica de la seva música des de llavors. Walters va viatjar a Itàlia per estudiar a l'Accademia Musicale Chigiana de Siena. Durant el seu segon període d'estudi allà el 1954, va rebre l'oferta d'un lloc de professor a la secció "Junior Exhibitioner" de la Royal Academy of Music de Londres.
Gareth Walters va tornar a Gran Bretanya per unir-se al professorat de la Royal Academy of Music i, dos anys més tard, el 1956, va ser nomenat productor al Departament de Música de la BBC a Londres. Entre els seus alumnes hi havia Malcolm Singer, Mervyn Cooke, David Knotts i Martin Anderson. Va ocupar ambdós càrrecs durant gran part de la seva vida professional fins al 1988. Després, a més de la composició, les seves activitats van incloure llargs períodes d'examen (per a l'"Associated Board of the Royal Schools of Music") i l'organització de diverses sèries de concerts, inclòs el "Gower Festival" anual prop de Swansea.
Walters va morir el 31 de maig de 2012 a Kingston, Surrey.

## Enregistraments
Les obres de Gareth Walters inclouen:
- Divertiment per a orquestra de corda
- Berceuse per a arpa
- Cân y galon (Cançó del cor), per a soprano i quartet de corda
- Obertura: Primavera
- Elegia: un poema per a orquestra de corda
- Sinfonia Breve per a orquestra de corda
- Laudemus: Cantata per a cor i orquestra
- Salm per a una nació per a cor i orquestra
- Suite petita per a flauta i arpa
- Poésies du soir (Poemes del vespre) per a mezzosoprano i conjunt de cambra
- Sonata per a violí
- Dues suites de clavecí (Música per a la cort i danses de cort)
- Dues suites isabelines
- Sonata per a violoncel i piano
- Invocació i Toccata